# Політика США

Політична система США

Сполучені Штати Америки є федеративною республікою, в якій є президент, Конгрес і федеральні суди, які ділять повноваження, зарезервовані для національного уряду, відповідно до Конституції. У той же час, федеральний уряд поділяє суверенітет з державним урядом («штат» з англ. state — держава).
Виконавчу гілку влади очолює Президент, формально вона є незалежна від законодавчої і судової влади. Уряд служить як радники Президента, що складається з віце-президента і глав виконавчих департаментів. Законодавча влада здійснюється двома палатами Конгресу, Сенату і Палати представників. Судова гілка влади, складається з Верховного Суду і нижчестоящих федеральних судів. Судова функція полягає в трактуванні Конституції США та федеральних законів і нормативних актів. Це включає в себе вирішення спірних питань між виконавчою і законодавчою гілками влади. Федеральний уряд описано в Конституції.
Дві політичні партії, Демократична партія і Республіканська партія, що домінували в американській політиці після американської Громадянської війни, хоча є і більш дрібні партії, як Лібертаріанська партія, Партії зелених, і Конституційна партія.
Є суттєві відмінності між політичними системами США і більшістю інших розвинених демократій. Це надає велику владу у верхній палаті парламенту, більш широкі сфери влади проведені Верховним судом, поділ повноважень між законодавчою і виконавчою владою, і домінування тільки двох основних партій. Треті особи мають менше політичного впливу в Сполучених Штатах ніж інші розвинені країни демократії; це через поєднання строгого історичного контролю. Ці елементи керування оформлюються у вигляді державних і федеральних законів, неофіційних ЗМІ, і переможець отримує всі все.
Ця множинність юрисдикцій відображає історію країни. Федеральний уряд був створений державою, що як колонії були створені окремо і регулювались самостійно незалежно від інших. Частини місцевого самоврядування були створені колоніями, для ефективного виконання різних державних функцій. В той час як країна розширювалася, він визнав нові держави за зразком існуючих.
Вчені з Alexis de Tocqueville в даний час знайшли спадкоємність основних американських політичних цінностей з часів американської революції наприкінці 18 століття.

### Колоніальне походження
Деякі з північноамериканських колоній Британії стали винятковими в Європейському світі своєю бурхливою політичною культурою, які привернули найбільш талановитих і амбіційних молодих людей у політику. Причини для американської винятковості були:
1. Виборче право було найбільш поширеним у світі, кожна людина, яка володіла певним майном допускалась до голосування. У той час як менш ніж 20 % британських чоловіків могли голосувати, більшість білих американських чоловіків мали право голосувати. У той час як коріння демократії було очевидне, тим не менше повага, як правило, показана соціальним елітам в колоніальних виборах.[3] Що шанобливість різко скоротилась з американською революцією.
2. У кожній колонії, виборних органах, особливості складання та окружні уряду вирішували широкі кола державних і приватних питань.[4] Теми суспільного інтересу та дискусій включали земельні ділянки, комерційні субсидії та оподаткування, а також контроль доріг, допомога бідним та школи. Американці витратили багато часу в судах, тому що приватні позови були дуже поширені. Правові питання були під контролем місцевих суддів та присяжних. Це сприяло швидкому розширенню юридичної професії, і тому домінуюча роль адвокатів у політичному житті проявляється в 1770-ті рр.., про що свідчить кар'єри Джона Адамса і Томаса Джефферсона, серед багатьох інших.
3. Північноамериканські колонії були винятковими в світовому контексті, через зростання представників різних груп інтересів. На відміну від Європи, де королівські суди, аристократичних сімей та традиційних церков здійснював контроль, американська політична культура була відкрита для торговців, домовласників, дрібних фермерів, ремісників, Пресвітеріан і багатьох інших ідентифікованих груп. Більше 90 % депутатів, обраних в законодавчий орган жили в своїх районах, на відміну від Великої Британії.

1. Американці захопились всіма прийнятими політичними цінностями республіканізму, які підкреслювали рівні права, необхідні для доброчесних громадян, і згубні для корупції, розкоші і аристократизму.[5]

Ні одна з колоній не мала політичних партій, які сформувались у 1790-ті роки, але кожна мала зміщені фракції, які боролися за владу.

### Американська ідеологія
Республіканізм, поряд з формою класичного лібералізму, залишається панівною ідеологією. Центральні документи, як Декларація Незалежності (1776), Конституція (1787), Докменти федералістів (1788), «Білль про права» (1791), і Авраама Лінкольна Геттисбергська промова (1863), серед інших. Політолог Луїс Харц сформулював цю тему в американській політичній культурі в ліберальній традиції в Америці (1955). Інші, такі як Девід Гордон, в Alabama-based Mises Institute стверджують, що сепаратисти, які утворилися в Конфедерації в 1861 році збергли цінності класичного лібералізму. Серед основних постулатів цієї ідеології є такі:
- Громадянський обов'язок: громадяни зобов'язані зрозуміти і підтримати уряд, брати участь у виборах, платити податки і нести військову службу.
- Протидія політичній корупції
- Демократія: уряд підзвітний громадянам, які можуть змінити представників через вибори.
- Рівність перед законом: закони не повинні докладати ніякі особливі привілеї для будь-якого громадянина. Урядові чиновники підкоряються закону подібно до того, як інші
- Свобода релігії: уряд не може ні підтримати, ні придушити релігію
- Свобода слова: уряд не може обмежити за допомогою закону або дій особового виступи громадянина;

У відповідь Харцу і іншим, політолог Роджерс М. Сміт сперечався в Цивільних Ідеалах (1999), що крім лібералізму та республіканізму, американська політична культура історично служила для виключення різних груп населення від заборони до повного доступу для громадянства. Назвавши цю ідеологічну традицію "ascriptive inegalitarianism, "
У той час як у засновників Сполучених Штатів, сільське господарство і малий приватний бізнес домінує в економіці, в уряду Штатів залишилося питання добробуту. Ідеологія політики невтручання багато в чому була закинута в 1930-ті роки під час Великої Депресії. Між 1930-х і 1970-х роках, бюджетна політика характеризувалася Кейнсіанським консенсусом, час протягом якого сучасний американський лібералізм домінував в економічній політиці практично безроздільний. З кінця 1970-х і початку 1980-х років, однак, ідеологія політики невтручання, як пояснив особливо Мілтона Фрідмана, ще раз стали потужною силою в американській політиці. У той час як американська держава загального добробуту виросла більш ніж в три рази після Другої Світової війни, на 20 % ВВП починаючи з кінця 1970-х років. Станом на  2014 сучасний американський лібералізм, і сучасний американський консерватизм займається постійною політичною боротьбою, що Економіст називає «великим розколом [і] близько, але запеклою боротьбою виборів».

### Використання «лівої–правої» політики
Сучасний американський політичний спектр і використання термінів «ліві політики», «лібералізм» і «консерватизм» в США відрізняються від решти світу. За даними американського історика Артура Шлезінгера-молодшого (запис 1956 року), «лібералізм в американському використанні має мало спільного зі словом, що використовується в політиці будь-якою європейською країною, за винятком, можливо, Великої Британії». Шлезінгер зазначив, що американський лібералізм не підтримує класичний лібералізмз прихильність суспільства державою і ліберальної економіки. Тому що лише дві позиції, а не в цілому підтримали американські консерватори, історик Лев П. Рібуфф зазначив у 2011 році, «що тепер американці називають консерватизмом, значна частина світу називає лібералізмом або неолібералізмом.»

### Виборче право
Виборче право є майже універсальним для громадян з 18 років і старше. Всі Штати і округи Колумбії сприяють у виборах голосувати за Президента. Тим не менш, райони і інші американські холдинги, такі як Пуерто-Рико і Гуам, за відсутністю Федерального представництва в Конгресі. Ці групи не мають право вибирати будь-який політичного діяча за межами їхніх областей. Кожна території або району може тільки обрати делегата, щоб служити в Палаті представників.
Жіноче виборче право стало важливим питанням після американської Громадянської війни 1861—1865 років. Після п'ятнадцятої поправки до Конституції США було ратифіковано у 1870 році, даючи афроамериканцям право голосу, різні жіночі групи вимагали право голосу також. Дві основні зацікавлені групи утворились: Національне жіноче виборче об'єднання, утворене Сьюзен B. Ентоні і Елізабет Кеді Стентон, які працювати на виборче право на федеральному рівні і прагнули більших урядових змін, такі, як надання майнових прав одруженим жінкам. Друга група Асоціація американських жінок, утворена Люсі Стоун, покликана дати жінкам право голосу. У 1890 році ці дві групи об'єдналися в Національне американське жіноче виборче об'єднання (NAWSA). NAWSA тоді мобілізувались, щоб отримати підтримку держави, і до 1920 року Дев'ятнадцята поправка до Конституції США була ратифікована, даючи жінкам право голосу.
Студентський активізм проти війни у В'єтнамі в 1960-х запропонував встановлення двадцять шостої поправки до Конституції США, яка знизила віковий ценз з 21 до 18 років, і заборонена дискримінація за віком у кабіні для голосування.

## Державна влада
Уряди Штатів мають право приймати закони, які не надано Федеральним урядом або відмовлено в Штатах американської Конституції для всіх громадян. Вони включають освіту, Сімейне право, договірне право, і більшість злочинів. На відміну від федерального уряду, який має тільки ті повноваження, надані йому Конституцією, державний уряд має властиві повноваження, які дозволяють йому діяти, якщо обмежені Положенням про державну або національну Конституцію.
Як федеральний уряд, урядів Штатів мати три гілки: виконавчу, законодавчу і судову. Глава виконавчої влади держави є всенародно обраний губернатор, який, як правило, займає свою посаду протягом чотирирічного терміну (хоча в деяких країнах цей строк складає два роки). За винятком Небраски, яка має однопалатну законодавчу владу, усі держави мають двопалатний законодавчий орган, верхня палата зазвичай називається Сенатом, а нижня палата називається палатою представників, в палаті делегатів, Збори або щось подібне. У більшості Штатів, сенаторів служать чотири роки, а члени нижньої палати строком на два роки.
Конституції різних держав відрізняються в деяких деталях, але, як правило, слідують за схемою, схожою на федеральну Конституцію, в тому числі утвердження прав народу і план для організації уряду. Однак, держава, Конституції, як правило, більш докладна.

## Місцеве самоврядування
Сполучені Штати мають 89,500 місцевого самоврядування, в тому числі 3,033 округів, 19,492 муніципалітетів, 16,500 містечок, 13,000 шкільних округів, і 37,000 інші спеціальні райони, які мають справу з такими питаннями, як захист від вогню. Місцеві органи влади безпосередньо задовольняють потреби людей, надаючи все: від поліції і пожежної охорони санітарні норми, санітарні правила, освіту, суспільний транспорт і житло.
Близько 28 % населення живе в містах з 100 000 або більшим населенням. Міській владі доручено державою, та їхніми статутами. Конституція США передбачена тільки для штатів і територій. Для більшості великих міст, співпраця з державними та федеральними організаціями має важливе значення для задоволення потреб своїх жителів. Види міського самоврядування значно розрізняються по всій країні. Проте, майже всі мають Центральну раду, яка обираються виборцями та виконавчими співробітниками, які допомагають різним начальникам відділів, управління міста у справах.
Існують три основних типи міської влади: Мер-рада, Комісія і Рада-менеджер.

### Мер-Рада
Це найстаріша форма міського самоврядування в США і до початку 20-го століття, яка використовувалась майже у всіх американських містах. Мер призначає керівників міських відділів та інших посадових осіб, іноді з затвердженням Ради. Він або вона має право на вето щодо актів (законів міста) і часто відповідає за підготовку бюджету міста. Рада встановлює ставку податку на власність, і розподіляє гроші серед різних міських відомств.

### Комісія
Це поєднує в собі законодавчі та виконавчі функції в одній групі чиновників, як правило, три або більше в ряд, обраний в масштабах міста. Кожен комісар керує роботою одного або кількох міських відділів. Комісарів також встановлюють політику та правила, за яким місто працює. Один з них називається головним організмом і часто називається мером, хоча його або її потужність еквівалентна іншим членам комісії.

### Рада-Менеджер
Сіті-менеджер-це відповідь на зростаючу складність міських проблем, які вимагають здібності управління, що не часто мають обрані посадові особи. Відповідь полягала в тому, щоб довірити більшу частину виконавчої влади, включаючи правоохоронну діяльність і надання послуг висококваліфікованим та досвідченим фахівцям сіті-менеджерам.
План сіті-менеджера був прийнятий великою кількістю міст. Згідно з цим планом, невелика, обрана рада змушує міську владу і визначає політику, але наймає платних адміністраторів. Менеджер оформляє міський бюджет та контролює більшість кафедр. Як правило, немає встановленого терміну; менеджер обслуговує до тих пір, поки рада задоволений його або її роботою.

### Уряд округу
В окрузі є структурним підрозділом штати, іноді (але не завжди), що містить два або кілька селищ і декілька сіл. Нью-Йорк настільки великий, що він розділений на п'ять окремих районів, кожен округ має власні права. З іншого боку Арлінгтон штат Вірджинія, найменший округ, розташований на річці Потомак від Вашингтона, округ Колумбія. В інших містах, міські та повітові уряди об'єдналися, створивши консолідовану місто–графство уряду.
У більшості округів США, одне містечко або місто позначене як округ, і це там де державні установи розташовані і де рада уповноважених або інспекторів зустрічаються. Комісія збирає податки для держави та органів місцевого самоврядування; запозичує і привласнює собі гроші; усуває зарплати співробітникам округу; здійснює контроль за виборами; створює і підтримує автомобільні дороги і мости; і управляє національними, державними і окружними програмами соціального забезпечення. В дуже невеликих округах, органи виконавчої та законодавчої влади можуть полягати виключно з єдиного комісара, якому допомагають порадами, щоб контролювати податки і вибори.

### Міські та сільські влади
Тисячі муніципальних юрисдикцій занадто малі, щоб вважатися міською владою. У багатьох штатах США, в перспективі місто не має конкретного сенсу, це просто неофіційний термін, застосовуваний для населених місць (як корпоративних і некорпоративних муніципалітетів). Крім того, в деяких державах термін місто-це рівнозначно до цивільного округу що використовуються в інших державах.
 Рада може мати голови або президента, який функціонує як головний виконавчий директор, або може бути обраний мером. Державні службовці складаються з клерка, скарбника, поліції та протипожежної охорони.
Один з унікальних аспектів місцевого самоврядування, зустрічається в основному в Новій Англії в Сполучених Штатах, є міське збори. Один раз на рік, іноді частіше, якщо це необхідно, зареєстровані виборці в місті зустрічаються у відкритій сесії для обрання посадових осіб, обговорення питань місцевого значення, і приймають закони для управління державою. Як орган, вони вирішують про будівництво і ремонт доріг, будівництво громадських будівель і споруд, податкові ставки і бюджет міста. Міські збори, які існують вже більше трьох століть у деяких місцях, часто згадується як чиста форма прямої демократії, в якій влада здійснюється не через делегування, а безпосередньо і регулярно всім народом.

## Фінансування кампанії
Успішна участь, особливо у федеральних виборах, вимагає великої суми грошей, особливо для телевізійної реклами. Ці гроші дуже важко підняти на заклики до масових баз,, хоча в 2008 році на виборах кандидатів, від обох партій мали успіх у зборі грошей від громадян через Інтернет, як Говард Дін з його Інтернет-зверненням. Обидві сторони, як правило, залежать від заможних донорів і організацій—демократи традиційно залежать від пожертвувань від організованої праці в той час як республіканці покладалися на пожертви бізнесу[джерело?]. Ця залежність від донорів є спірним, і призвело до законів, що обмежують витрати на політичні кампанії що здійснюються (див. фінансування виборчих кампаній реформи). Противники законів про фінансування передвиборної кампанії посилаються на першу поправку, що гарантує свободу слова, і закон про проблему фінансування виборчих кампаній, тому що вони намагаються обійти людей, яким права гарантовані Конституцією. Навіть якщо закони будуть дотримуватися, то ускладнення згідно з першою поправкою вимагає ретельної і обережної розробки законодавчих актів, що ведуть до законів, які як і раніше досить обмежені, особливо в порівнянні з іншими країнами, такими як Велика Британія, Франція або Канада.
Збір коштів грає велику роль в отриманні кандидата обраним на державну посаду. Без грошей, кандидат може мати мало шансів на досягнення своєї мети. Спроби обмежити вплив грошей на американські політичні кампанії сходить до 1860 році. Нещодавно Конгрес прийняв закон, який зобов'язує кандидатів розкрити джерела вкладів кампанії, як витрачаються гроші кампанією і регульовання використання «м'яких грошей» внесків.

## Політичні партії і вибори
У Конституції США не згадуються політичні партії, насамперед тому, що батьки-засновники не хотіли, щоб американські політики були партизанами. У федералістів Номер 9 та Номер 10, Александра Гамільтона і Джеймс Медісона відповідно, написали про шкоду для країни внутрішніми політичними фракціями. Крім того, перший президент США, Джордж Вашингтон не був членом жодної політичної партії на момент його обрання та під час його перебування на посаді президента. Вашингтон сподівався, що політичні партії не будуть сформовані, побоюючись конфлікту і застою. Тим не менш, зачатки американської двопартійної системи виникли з його найближчого кола радників. Гамільтон і Медісон виявились основними лідерами у цій нової партійній системі.
В сучасний час, у партизанських виборах, кандидатів, висунутих політичною партією. Кожна держава володіє значними повноваженнями у вирішенні питання про те, як кандидати висуваються, і, отже, відображються на виборчих бюлетенях. Як правило, великі партії кандидатів офіційно обирали в первинні партії або Конвенції, в той час як дрібні партії і незалежні кандидати повинні заповнити урезонювати процес.

### Політичні партії
Сучасна партійно-політична система в США є двопартійна система, де домінує Демократична партія і Республіканська партія. Ці дві партії виграли у всіх президентських виборах з 1852 року та контролювали Конгрес Сполучених Штатів з 1856 року. Демократична партія, як правило, позиціонує себе, як лівоцентристські в американській політиці і підтримують сучасні американські ліберальні платформи, в той час як Республіканська партія в цілому позиціонує себе як право-центр і підтримує сучасні американські консервативні платформи.
Треті особи досягли відносно невелике представництво від часу на місцевих рівнях. Лібертаріанська партія є найбільшою третьої партією в країні, стверджують, що більш ніж 250 000 зареєстрованих виборців у 2013 році; це, як правило позиціонує себе як центристська або радикально центристська і підтримує класичну ліберальну позицію. Інші сучасні треті особи включають ліві партії зелених, підтримуючись зеленої політики, і правіпартії, підтримуючи палеоконсерватизм.